# Mistrovství Evropy v boxu 1985
XXVI. mistrovství Evropy v boxu proběhlo ve Budapešti, Maďarsko ve dnech 25. května až 2. června 1985. Organizátorem turnaje mistrovství Evropy byla European Amateur Boxing Association (EABA).

## Československá stopa
Závěrečná příprava probíhala v Ústí nad Labem pod vedením Františka Gašparíka. Gašparík měl během několikafázové přípravy po ruce střediskové trenéry Bohumila Němečka st. (RH), Elenka Savova (Dubnica) a Františka Patočku (Dukla). V přípravě si nejlépe vedli Pavol Madura, Pavel Forman a Štefan Cirok. Nejlepší československý boxér roku 1984 Milan Picka měl v přípravě zdravotní problémy. Výborně se jevil mladý Michal Franek, přes mladické problémy s disciplínou. Nominační komise nakonec schválila odjezd 9 boxerů. Nominaci se nepodařilo na mistrovství republiky potvrdit Tiboru Puhovi v lehké váze do 60 kg, když ve finále prohrál se svým odvěkým rivalem Tiborem Šoporem.
Vedoucí výpravy: Václav Mudra, technický manažer: Rudolf Marek, šéftrenér reprezentace: František Gašparík, trenér reprezentace: Bohumil Němeček st., fyzioterapeut: Miroslav Fiedler
Na mistrovství Evropy startovalo za Československo 9 boxerů:
- −48 kg: Ivan Miško (* 1962) ze SVŠ MV ČSZTV Bratislava (TJ Spartak Dubnica nad Váhom)
- −54 kg: Pavol Madura (* 1962) ze SVS FMV (TJ Rudá hvězda Ústí nad Labem)
- −57 kg: Pavel Forman (* 1958) ze SVS FMV (TJ Rudá hvězda Ústí nad Labem)
- −63,5 kg: Štefan Cirok (* 1965) ze SVS FMV (TJ Rudá hvězda Ústí nad Labem)
- −67 kg: Jaroslav Polák (* 1961) ze SVS FMV (TJ Rudá hvězda Ústí nad Labem)
- −71 kg: Miroslav Štrbák (* 1965) z ASVS Dukla Olomouc
- −75 kg: Michal Franek (* 1967) ze SVŠ MV ČSZTV Bratislava, detašované pracoviště SVSM (TJ Spartak Dubnica nad Váhom)
- −81 kg: Milan Picka (* 1963) ze SVS FMV (TJ Rudá hvězda Ústí nad Labem)
- −91 kg: Pavol Sovík (* 1963) ze SVŠ MV ČSZTV Bratislava (TJ ZŤS Martin)

## Výsledky
| Muži     | Zlato                      | Stříbro                   | Bronz                         | Bronz                     |
| -------- | -------------------------- | ------------------------- | ----------------------------- | ------------------------- |
| –48 kg   | René Breitbarth (GDR)      | Ismail Mustafov (BUL)     | Karimdžan Abdirachmanov (URS) | Róbert Isaszegi (HUN)     |
| –51 kg   | Dieter Berg (GDR)          | Andrea Mannai (ITA)       | Shawn Casey (IRL)             | Krasimir Čolakov (BUL)    |
| –54 kg   | Ljubiša Simić (YUG)        | Aleksandar Christov (BUL) | Tibor Botos (HUN)             | Jarmo Eskelinen (FIN)     |
| –57 kg   | Samson Chačaturjan (URS)   | Dragan Konovalov (YUG)    | Jari Grönroos (FIN)           | Tomasz Nowak (POL)        |
| –60 kg   | Emil Čuprenski (BUL)       | Torsten Koch (GDR)        | Jose Tuominen (FIN)           | Nurlan Abdikalykov (URS)  |
| –63,5 kg | Siegfried Mehnert (GDR)    | Imre Bacskai (HUN)        | Mirko Puzović (YUG)           | Vjačeslav Janovskij (URS) |
| –67 kg   | Israel Akopkochjan (URS)   | Joni Nyman (FIN)          | Dragan Vasiljević (YUG)       | Borislav Abadžiev (BUL)   |
| –71 kg   | Michael Timm (GDR)         | Babken Saradjan (URS)     | Sándor Hranek (HUN)           | Michail Takov (BUL)       |
| –75 kg   | Henry Maske (GDR)          | Zoltán Füzesy (HUN)       | Filko Ruščukliev (BUL)        | Doru Maricescu (ROU)      |
| –81 kg   | Nurmagomed Šanavazov (URS) | Markus Bott (FRG)         | John Beckles (ENG)            | Pero Tadić (YUG)          |
| –91 kg   | Oleksandr Jahubkin (URS)   | Gyula Alvics (HUN)        | Arnold Vanderlyde (NED)       | Dejan Kirilov (BUL)       |
| +91 kg   | Ferenc Somodi (HUN)        | Vjačeslav Jakovlev (URS)  | Aziz Salihu (YUG)             | Janusz Zarenkiewicz (POL) |

## Medailová bilance
V boxu se rozdělilo celkem 12 sad medailí.
| Pořadí | Stát                                   |       | Muži    | Muži  | Muži | Celkem |
| Pořadí | Stát                                   | Zlato | Stříbro | Bronz |      | Celkem |
| ------ | -------------------------------------- | ----- | ------- | ----- | ---- | ------ |
| 1.     | Východní Německo (GDR)                 |       | 5       | 1     | 0    | 6      |
| 2.     | Sovětský svaz (URS)                    |       | 4       | 2     | 3    | 9      |
| 3.     | Maďarská lidová republika (HUN)        |       | 1       | 3     | 3    | 7      |
| 4.     | Bulharská lidová republika (BUL)       |       | 1       | 2     | 5    | 8      |
| 5.     | Jugoslávie (YUG)                       |       | 1       | 1     | 4    | 6      |
| 6.     | Finsko (FIN)                           |       | 0       | 1     | 3    | 4      |
| 7.     | Západní Německo (FRG)                  |       | 0       | 1     | 0    | 1      |
| 7.     | Itálie (ITA)                           |       | 0       | 1     | 0    | 1      |
| 9.     | Polsko (POL)                           |       | 0       | 0     | 2    | 2      |
| 10.    | Nizozemsko (NED)                       |       | 0       | 0     | 1    | 1      |
| 10.    | Rumunská socialistická republika (ROU) |       | 0       | 0     | 1    | 1      |
| 10.    | Irsko (IRL)                            |       | 0       | 0     | 1    | 1      |
| 10.    | Anglie (ENG)                           |       | 0       | 0     | 1    | 1      |
| Celkem | Celkem                                 |       | 12      | 12    | 24   | 48     |